# ديلافيردين
ديلافيردين (بالإنجليزية: Delavirdine)‏ هو دواء يُستعمل في علاج:
- إيدز[8]
- عدوى فيروس العوز المناعي البشري[8]